# Фурман, Борис Егорович
Борис Егорович Фурман (нем. Christian Bernhard Fuhrmann; 1845 — февраль 1922) — российский архитектор.

## Краткая биография
В 1879 году получил звание техника. Работал помощником архитектора Н. Л. Бенуа. В дальнейшем много строил в Санкт-Петербурге. Архитектор сиротского дома церкви св. Анны.
Не будучи одарённым архитектором, стал успешным финансистом. Был председателем правления Невской пригородной конно-железной дороги, членом правления Приморско-Сестрорецкой железной дороги, Юго-Восточной железной дороги, директором товарищества производителей глиняных и гончарных изделий в Боровичах, членом Русского нефтепромышленного общества.

## Проекты
- Манежный переулок, д. № 9 — доходный дом. Перестройка. 1881.
- Набережная Обводного канала, д. № 90а — производственное здание завода А. Ф. Штритера. Надстройка. 1885.
- Набережная Обводного канала, д. № 107 / Верейская улица, д. № 47, угловая часть — доходный дом. 1886. (Расширен и перестроен).
- Владимирский проспект, д. № 17, двор — здания частного ломбарда. Перестройка и расширение. 1888—1899.

- Набережная реки Смоленки, д. № 5-9 — жилое и производственные здания И. Г. Кебке. 1894[3].
- Лиговский проспект, д. № 2-4 — корпус Евангелической женской больницы. 1895.
- Певческий переулок, д. № 12 — производственное здание Ю. Мюллера.1896.
- Петрозаводская улица, д. № 11 — жилой дом и консервная фабрика. 1898.
- Улица Смолячкова, д. № 15 — доходный дом Б. Е. Фурмана. 1901, 1904 —  памятник архитектуры[4].
- Верейская улица, д. № 3 — доходный дом. 1904.
- Смольный проспект, д. № 15 — доходный дом. 1907.
- Верейская улица, д. № 37 — доходный дом. 1909.
- Набережная Карповки, д. № 5 — 4-й детский дом. 1910—1911. (Перестроен).
- Сердобольская улица, д. № 35 — доходный дом. Перестройка. 1911.
- Щепяной переулок, д. № 4-6 / Кустарный переулок, д. № 3-5-7 — Сельдяной ряд Никольского рынка,  памятник архитектуры. Здания конца XVIII — начала XIX века были перестроены на рубеже XIX—XX веков (гражданский инженер М. М. Лаговский, техники Б. Е. Фурман, А. И. Рейнбольдт, И. И. Соколов). Несмотря на то, что здание охраняется государством[4][5], над ним нависло угроза уничтожения — вместе с рядом других домов XIX века, представляющих архитектурную и историческую ценность[6], оно запланировано к сносу[7] по законопроекту «О развитии застроенных территорий…»

## Семья
Первая жена — Катарина Барбара, урождённая Ассман (нем. Katherina Barbara Aßmann; 1846—1878). 
Дети:
- Эммануил (Эммануил-Николай) Бернгардович Фурман (нем. Emanuel Nikolai Fuhrmann; 1874—1942) — российский педиатр, один из первых российских детских врачей — основоположников петербургской педиатрической школы[1][8].
- Мария Фурман (1874—?)
- Павел Фурман (1875—?)
- Екатерина Борисовна (Катарина Барбара) Витте (нем. Katharina Barbara Witte; 1878—1959); замужем за Акселем Оскаровичем Витте[9], капитаном 2-го ранга; в марте 1935 года была выслана на 5 лет с мужем, сыновьями и дочерьми (Аксель, Эдуард, Ольга, Екатерина) в Тургай (позднее — в Челкар) Актюбинской области; в 1937 — вдова[10].

В 1880 году Б. Е. Фурман женился вторично. Его второй женой стала Мария Леонтьевна (Мария Августа Каролина), урождённая Бенуа (фр. Auguste Marie Benois; 1838—1917), дочь чиновника Общества Царскосельской железной дороги Леонтия Леонтьевича Бенуа (1801—1885) и племянница архитектора Бенуа Николая Леонтьевича. Воспитывала детей Б. Е. Фурмана от первого брака.